# Piero Carlo Bonzano
Piero Carlo Bonzano (Casale Monferrato, 14 novembre 1952) è un imprenditore italiano.
È il proprietario del gruppo BCUBE ed è stato nominato Cavaliere del Lavoro nel 2013. Ricopre attualmente il ruolo del Presidente e dell'Amministratore Delegato.

## Biografia
Ha frequentato la facoltà di Economia e Commercio dell’Università di Torino dove si è laureato nel 1977. Inizia la sua carriera da giovane nell’azienda di famiglia, I.B.L., operante nel settore del legno, occupandosi dell’area commerciale. Nel 1983 ottiene la responsabilità della Divisione Packaging come amministratore unico della società ARGOL. In seguito dà vita a un processo di espansione e diversificazione che passa dall’acquisizione di Cargo Merci Fiumicino Srl (2007) e rilevamento da SEA spa della maggioranza di Malpensa Logistica Europa SpA. Nel 2012 dall’unione e la fusione delle due società di famiglia attive nella logistica integrata, la Argol SpA e la Villanova SpA, dà origine al gruppo BCUBE, diventandone azionista di maggioranza.
Nel 2012 vince il premio “Il Logistico dell’Anno” di Assologistica ed il Premio “L’imprenditore dell’anno” della Camera di Commercio di Alessandria . Nel 2013 ottiene nomina di Cavaliere del Lavoro dal Presidente della Repubblica Italiana, Giorgio Napolitano, nel campo della Logistica Industriale.